# Zimmer-Alpenveilchen

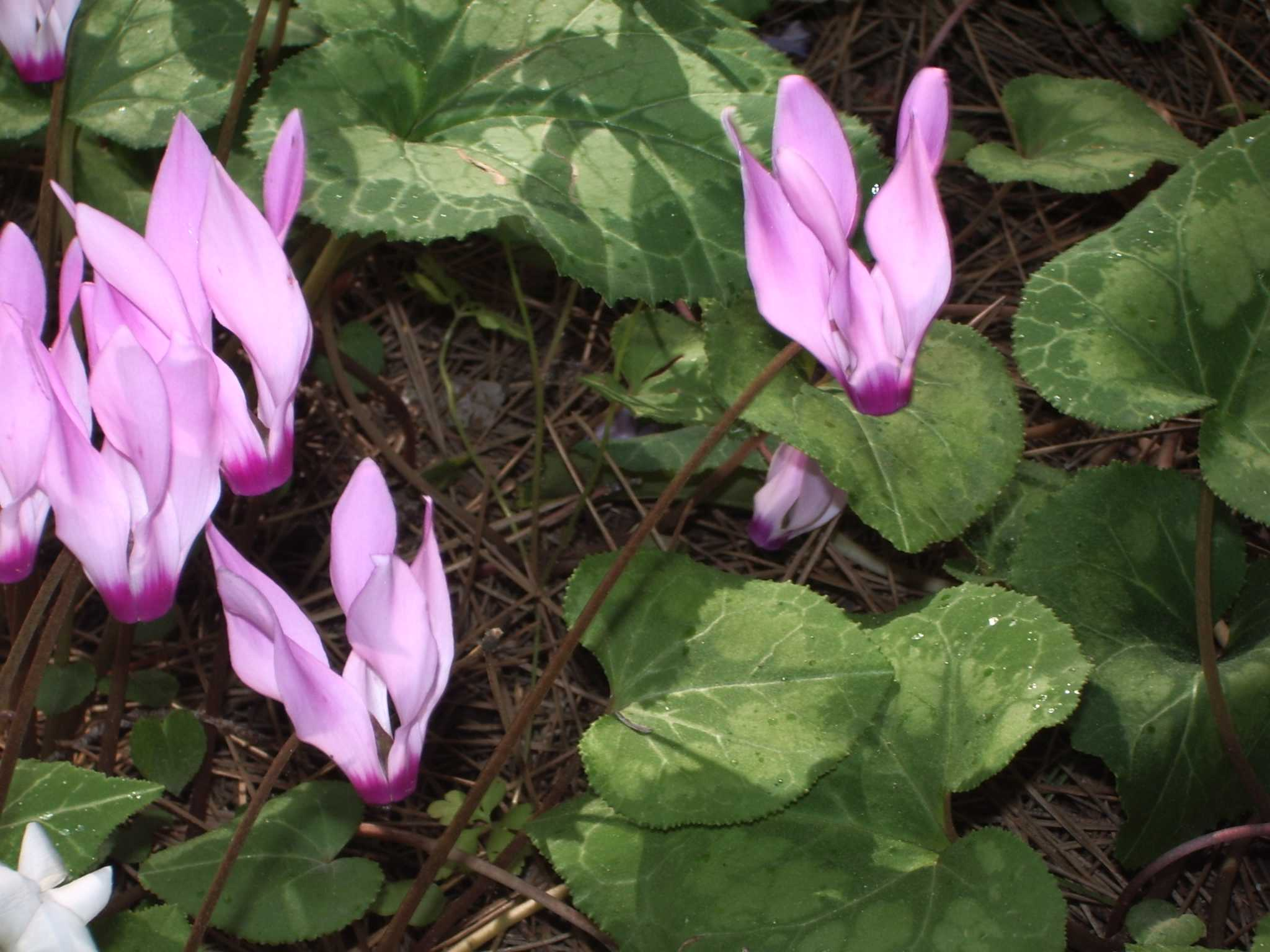
Die Wildform von Cyclamen persicum im Wald von Ben Shemen in Israel

Das Zimmer-Alpenveilchen (Cyclamen persicum), auch Persisches Alpenveilchen genannt, ist eine Pflanzenart der Gattung Alpenveilchen (Cyclamen) innerhalb der  Familie der Primelgewächse (Primulaceae). Wild kommt es weder in den Alpen, wie es der deutsche Gattungsname Alpenveilchen nahelegen könnte, noch in Persien, wie es das irrtümlich vergebene Artepitheton persicum suggeriert, sondern im östlichen Mittelmeerraum vor.
Cyclamen persicum ist eine sehr beliebte, wirtschaftlich bedeutende Zimmerpflanze. Ab etwa 1860 wurde in Westeuropa mit der Sortenzüchtung begonnen. Aktuell wird es in einem breiten Sortenspektrum als Zimmerpflanze angeboten. Die verschiedenen Sorten des Zimmer-Alpenveilchens basieren ausschließlich auf Züchtungen mit verschiedenen Herkünften der Wildart. Eine Einkreuzung anderer Alpenveilchen-Arten hat nicht stattgefunden.

## Beschreibung
Das Zimmer-Alpenveilchen wächst als ausdauernde, krautige Pflanze, die Wuchshöhen bis 32 Zentimeter erreicht. Als Speicher- und Überdauerungsorgan bildet es eine ausdauernde Hypokotylknolle aus. Sie entsteht allein durch eine Verdickung des Hypokotyls, dem Sprossachsenbereich zwischen Wurzelhals und erstem Keimblatt. Die rundliche, im Alter etwas abgeplattete Knolle umfasst etwa 4 bis 15 Zentimeter oder auch mehr als 15 Zentimeter im Durchmesser. Sie ist von korkiger Konsistenz. Ihrer Unterseite entspringen die Wurzeln, der Oberseite die spiralig angeordneten, lang gestielten Blätter der Pflanze. Die Länge und Breite der herzförmigen Blattspreite variiert zwischen 3 und 14 Zentimetern. Sie ist von fleischiger Beschaffenheit und glatt strukturiert. Der Blattrand ist etwas verdickt und gewöhnlich gezähnt. Selten bildet er Kanten oder Lappen aus. Die Blattoberseite besitzt häufig eine grün-silbrig marmorierte Farbzeichnung, die Blattunterseite kann blass-grün oder rötlich gefärbt sein.  Die Pflanzen ziehen ihre Blätter in der trockenen und/oder kühlen Jahreszeit ein. Werden die Wachstumsbedingungen wieder günstig, treiben sie erneut aus und blühen. Das sollte man auch bei Zimmer-Alpenveilchen in Räumen den Pflanzen gönnen und sie nach der Blütezeit einziehen lassen und dann nach einer Ruhezeit wieder antreiben. Sie danken es mit einer üppigen Blüte.
Alpenveilchen tragen auf einzelnen Stielen stehende Blüten, die zwar nach unten hängen, deren Kronblätter jedoch stark nach oben gebogen sind. Die Farbe der Blüten reicht von Weiß über Rosa bis Purpurrot.

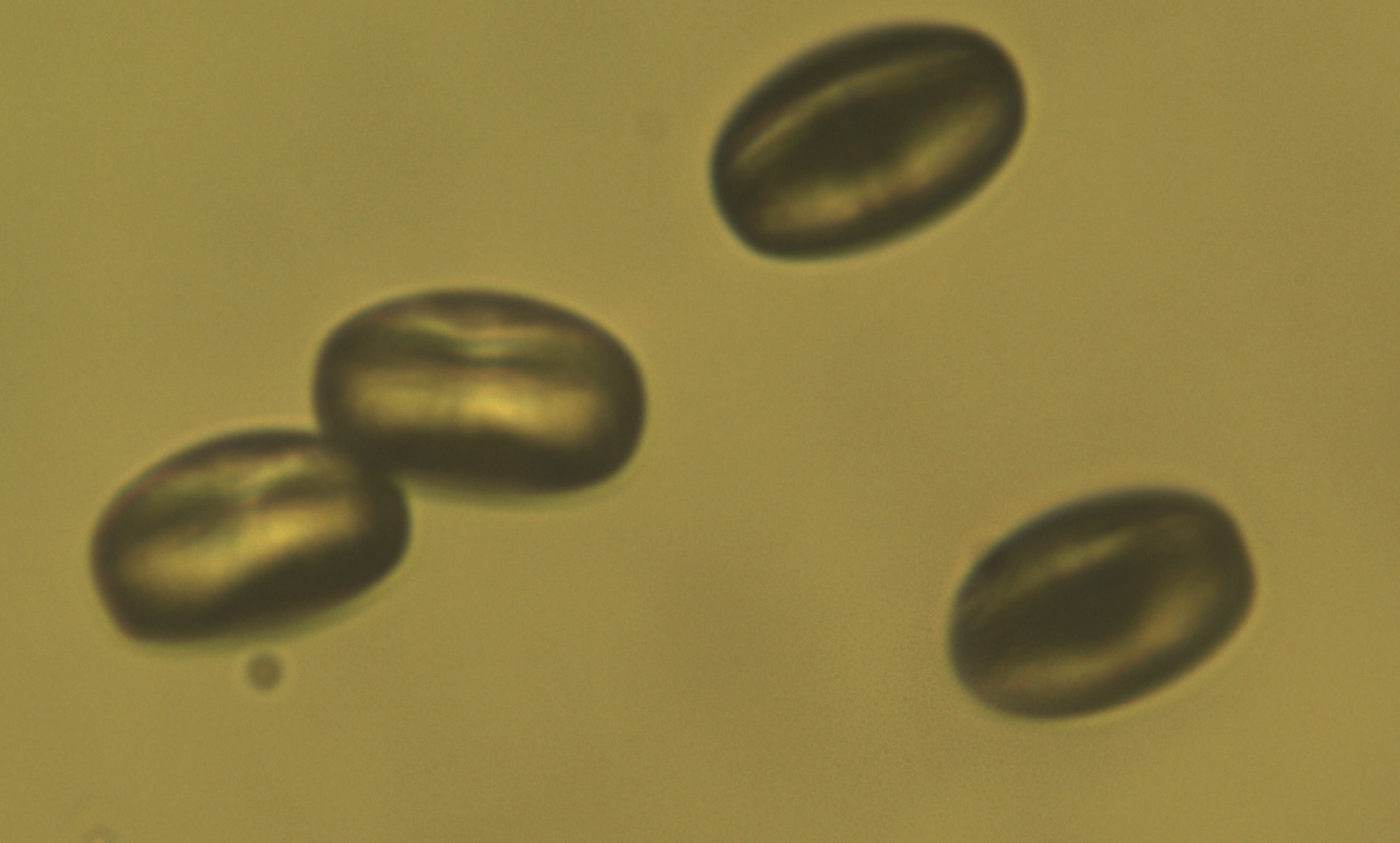
Pollen von Zimmer-Alpenveilchen (400×)

Die Früchte sind Kapseln, die mit zunehmender Reife, durch Wachsen und Einkrümmen des Stieles, in den Boden versenkt werden. Die Kapseln öffnen sich erst, wenn sie sich in der Erde befinden.
Die Chromosomenzahl beträgt 2n = 48, bei einigen Kulturformen auch 2n = 72, 96 und 136.

## Namensherkunft und Taxonomie

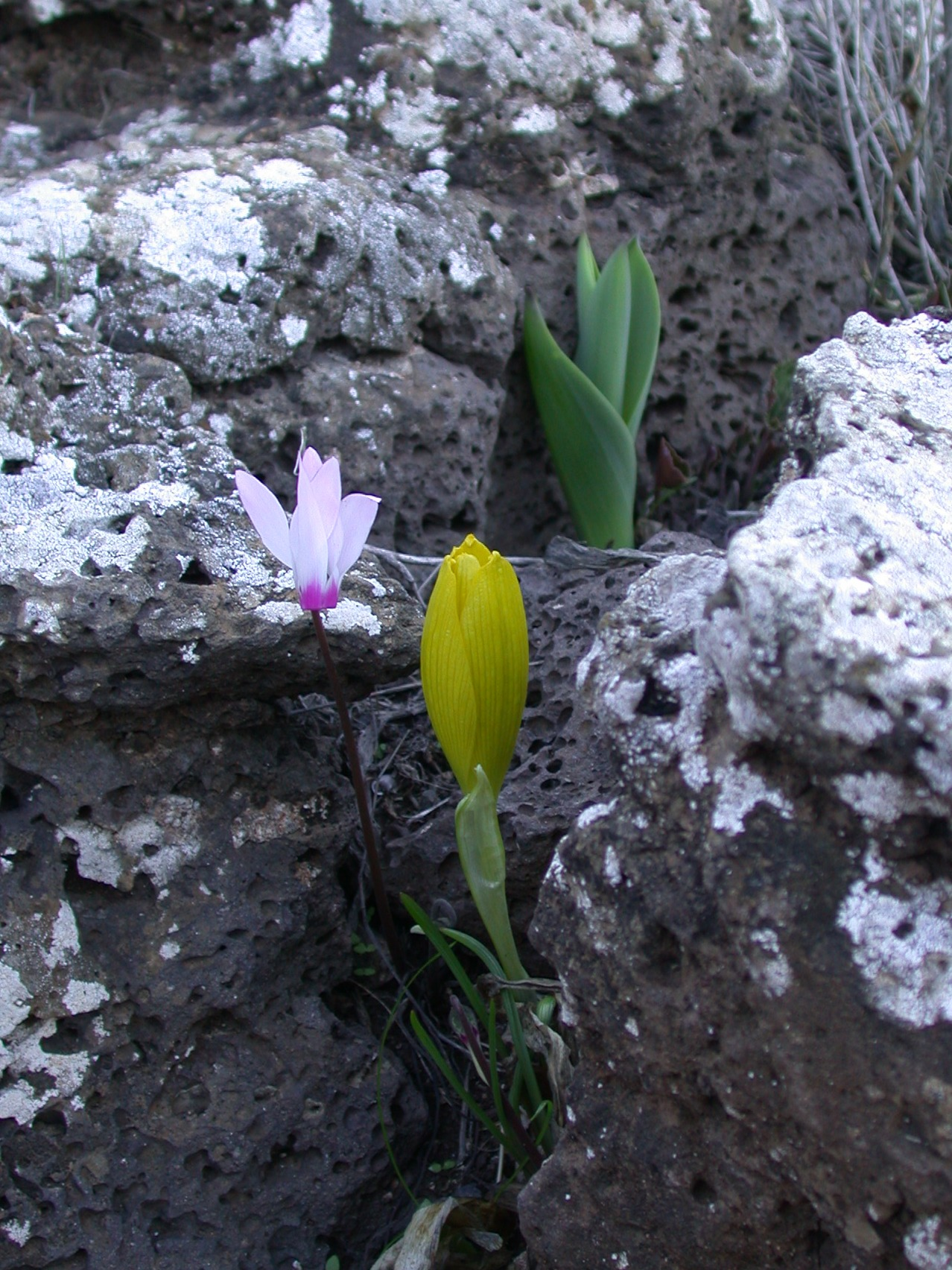
Cyclamen persicum var. autumnale und Sternbergia clusiana auf dem Golan

Cyclamen persicum wurde 1768 von Phillip Miller erstbeschrieben. Für das botanische Artepitheton persicum gibt es zwei verschiedene Erklärungsalternativen:
- Es bezieht sich auf die – irrtümliche – Annahme, die Pflanze komme aus Persien. Diese auch in der Erstbeschreibung geäußerte Annahme findet sich bereits in einem 1659 erschienenen Gartenbuch.[2]
- Es bezieht sich auf die pfirsichrote Farbe (Prunus persica) der Blüten. Diese Annahme hat ihren Ursprung in einem 1629 erschienenen Buch, in dem die Blüten von Cyclamen persicum als pfirsichfarben beschrieben werden.[2]

Es gibt verschiedene Formen und Varietäten:
- Cyclamen persicum var. autumnale Grey-Wilson blüht im Herbst (statt März–April)
- Cyclamen persicum f. albidum (Jord.) Grey-Wilson hat reinweiße Blüten
- Cyclamen persicum f. roseum hat rosarote Blüten ohne purpurroten Fleck am Schlundeingang
- Cyclamen persicum f. puniceum (Glasau) Grey-Wilson hat gleichmäßig rote bis karminrote Blüten

## Vorkommen
Das natürliche Verbreitungsgebiet von Cyclamen persicum erstreckt sich von Nordafrika über Westasien bis Südost-Europa. Im Einzelnen sind folgende Vorkommen belegt: In Nordafrika ist die Art im nördlichen und östlichen Teil Algeriens sowie in Nord-Tunesien vertreten. In Westasien wurden Bestände in Zypern, Israel, Jordanien, West-Syrien und der westlichen Türkei bestätigt. Im östlichen Teil von Griechenland konnten die einzigen Vorkommen in Europa belegt werden. Zu den bevorzugten Wuchsorten zählen Kiefernwälder, Eichengebüsche und offene Felshänge zumeist auf kalkhaltigen Böden bis zu einer Höhenlage von 1000 Metern. Während der Vegetationsphase im Winterhalbjahr sind für den Heimatstandort typisch ein mittleres Lichtangebot und mittlere Temperaturen. Im Sommerhalbjahr ist es sehr heiß (40 bis 45 °C) und trocken. Die hohe Temperatur und die Trockenheit führen zum Absterben der oberirdischen Pflanzenteile. Die Pflanzen überdauern die trockene Zeit in ihren flachen unterirdischen Knollen. Sie treiben dann zu Beginn der kälteren Jahreszeit wieder aus.
Die genaue ursprüngliche Verbreitung ist nicht bekannt. Das Vorkommen auf einigen griechischen Inseln und in Nordafrika dürfte mit einiger Sicherheit auf die historische Verwendung zur Friedhofs- und Klosterbepflanzung zurückgehen, vermutlich trifft das auch auf einen Teil der türkischen Vorkommen zu.

## Nutzung

### Geschichte
Diese Art gelangte vermutlich schon vor ihrer ersten Erwähnung 1620 nach Paris. Sicher wird sie seit 1731 in Frankreich kultiviert.
Der Beginn der Sortenzüchtung wird auf das Jahr 1860 datiert. Ausgehend von England, das hier eine Vorreiterrolle einnahm, wurde kurz darauf in den Niederlanden und in Deutschland mit der Sortenzüchtung von Cyclamen persicum begonnen. 
Die verschiedenen Sorten des Zimmer-Alpenveilchens sind ausschließlich über Züchtungen mit Varianten der Wildart entstanden. Eine Einkreuzung anderer Arten hat nicht stattgefunden.

### Voraussetzungen zur Kulturwürdigkeit
In der Natur zeigt die Art eine gewisse Variabilität der Blütezeit und -farbe.
- Raschwüchsig: Im Gegensatz zu anderen Alpenveilchen Sofortkeimer bei frischer Saat oder warmem Vorquellen. Blüte ebenfalls im Gegensatz zu anderen Alpenveilchen schon nach einigen Monaten.
- Wurzeln am unteren Ende der Knolle – kann im viel zu flachen Topf kultiviert werden, mit aus dem Substrat schauender Knolle. Aufgrund der Anfälligkeit gegen Pilze und Mikroorganismen bei Feuchtigkeit gelingt die Kultur tiefer gelegter Knollen im Topf nur erfahrenen Gärtnern.

### Kultur

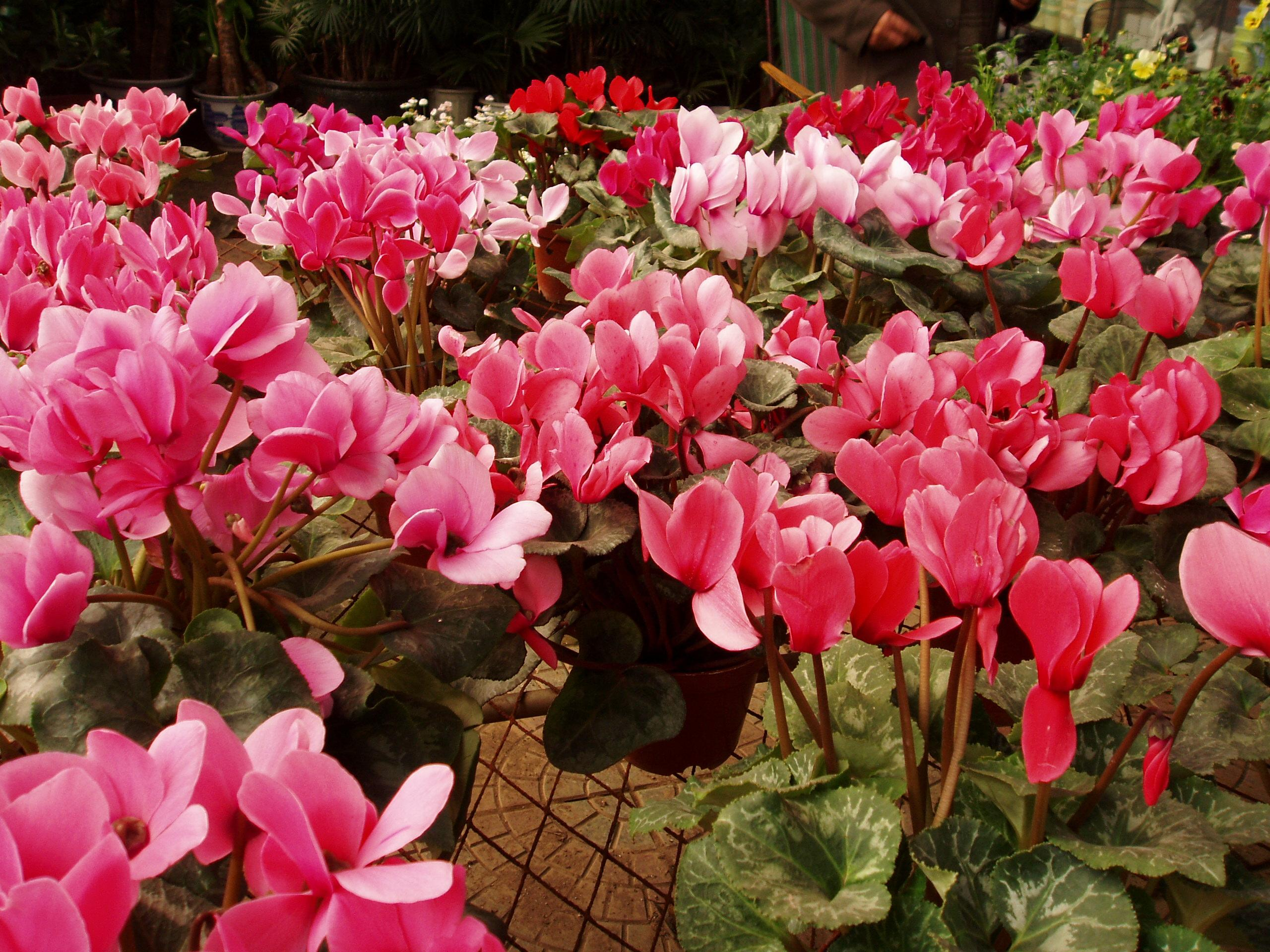
Cyclamen persicum im Gartencenter

Die Alpenveilchen sind zwar heute fast das ganze Jahr über verfügbar, aber die Hauptsaison liegt in Mitteleuropa zwischen September und März.
Die Saatgutproduktion erfolgt in Spezialbetrieben. Ein großer Teil der modernen Sorten sind F1-Hybriden, also Sorten mit Heterosis-Effekt, die man nicht über Saatgut weitervermehren kann.
Cyclamen werden durch Samen vermehrt. Das Saatgut sollte sehr frisch sein, Samen sind nicht lange haltbar. Alpenveilchen sind Dunkelkeimer, deshalb wird das Saatgut mit Erde abgedeckt und dunkel aufgestellt. Die beste Keimtemperatur liegt bei 18 °C. Die Keimdauer beträgt 20 bis 30 Tage. Nach der Keimung werden die Saatkisten ins Helle gestellt.
Es erfolgt ein Pikieren und einige Wochen später das Eintopfen in den Endtopf. Die Weiterkultur erfolgt bei etwa 18 bis 21 °C. Je kühler kultiviert wird, umso kompakter und blühwilliger werden die Pflanzen. Cyclamen persicum gehören zu den tagneutralen Pflanzen. Die Blüten werden ab dem Erscheinen des siebten Laubblattes angelegt. Im Endabstand stehen 14 bis 22 Töpfe pro m². Die Kulturdauer beträgt bei Frühjahrs-Aussaaten ca. 8 Monate und bei Sommer-Aussaaten ca. 11 Monate.
Bei guter Kultur können die Pflanzen etwa 20 bis 30 Jahre alt werden.

### Sorten
Zimmer-Alpenveilchen (Cyclamen persicum), werden schon seit mehreren hundert Jahren gezogen und seit dem 19. Jahrhundert züchterisch bearbeitet. Eine Sorte, die lange sehr wichtig war, ist 'Leuchtfeuer'. Neben den großen Sorten gibt es auch ein Sortiment an kleinwüchsigen Sorten. Einigen, vor allem großblütigen Sorten, ist im Laufe der Züchtungsgeschichte der arttypische Duft abhandengekommen.
Hybriden mit anderen Arten wurden auf natürlichem Weg nicht erzielt. Einzige genügend nahe Verwandte, in dieselbe Untergattung gehörende Art wäre das Somalia-Alpenveilchen (Cyclamen somalense), das nicht kultiviert wird. Durch Gewebekultur der frischen Zygoten (Mikrovermehrung) konnte eine Hybride mit dem mitteleuropäischen Sommer-Alpenveilchen (Cyclamen purpurascens) erzielt werden, das als winterharte Sorte 'Odorella' gehandelt wird. Diese sterile Sorte ist sehr kurzlebig und hinfällig. Sie kann ausschließlich über Gewebekultur vermehrt und längere Zeit am Leben erhalten werden.

#### Sortengruppen
Die Sortengruppen haben jeweils Sorten mit einem Farbspektrum vom typischen Cyclamen-Rot bis zu violetten, rosafarbigen Tönen und weiß, auch zweifarbige Blüten sind häufig. Es gibt Samenechte Sorten und F1-Hybriden.
- 'Butterfly'
- 'Halios'
- 'Laser'
- 'Latinia'
- Normal–Cyclamen Rasse Beck
- 'Sierra'
- 'Zehlendorf'
- Miniatur-Cyclamen Schoneveld Super-Serie Compacta

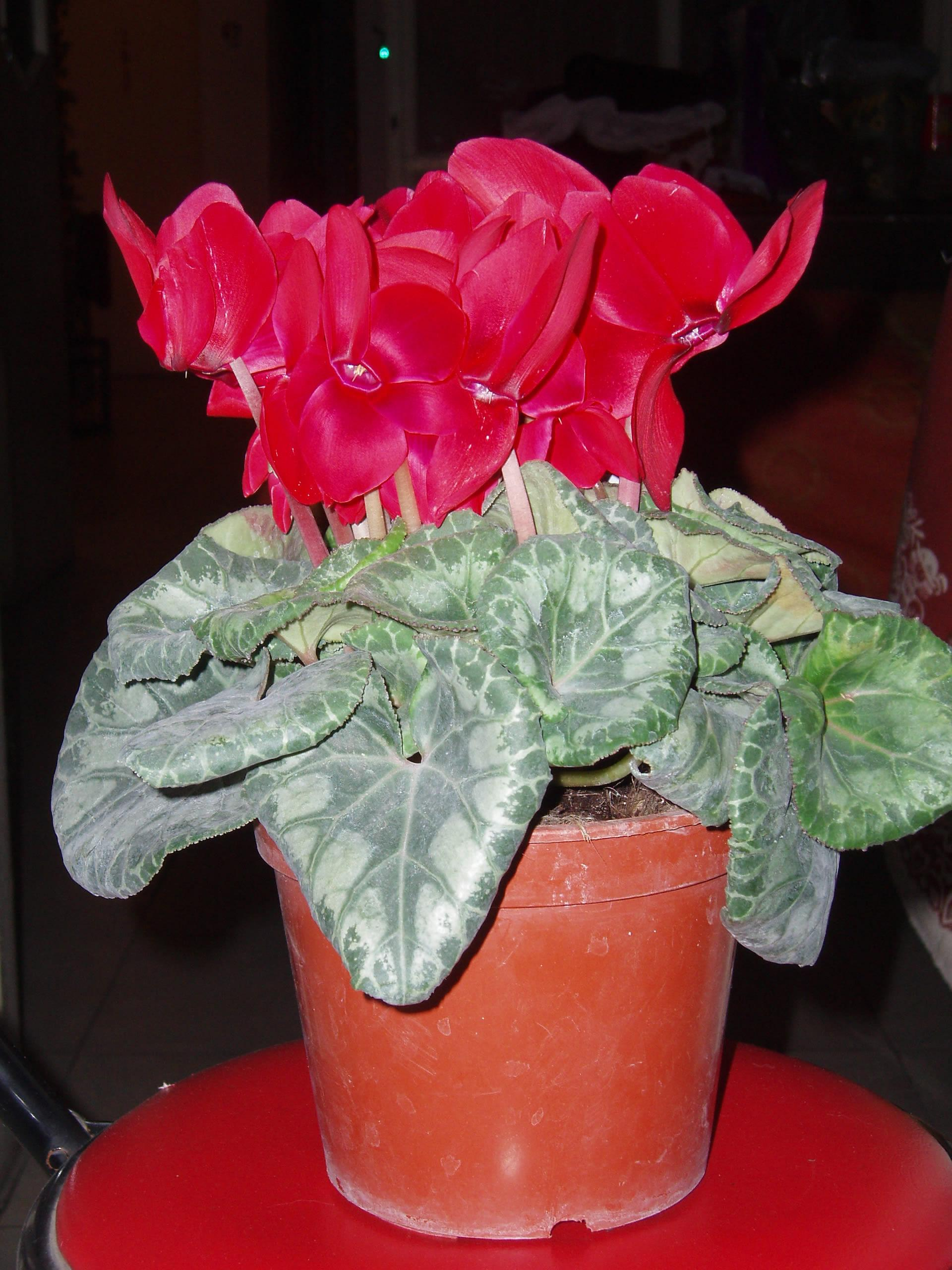
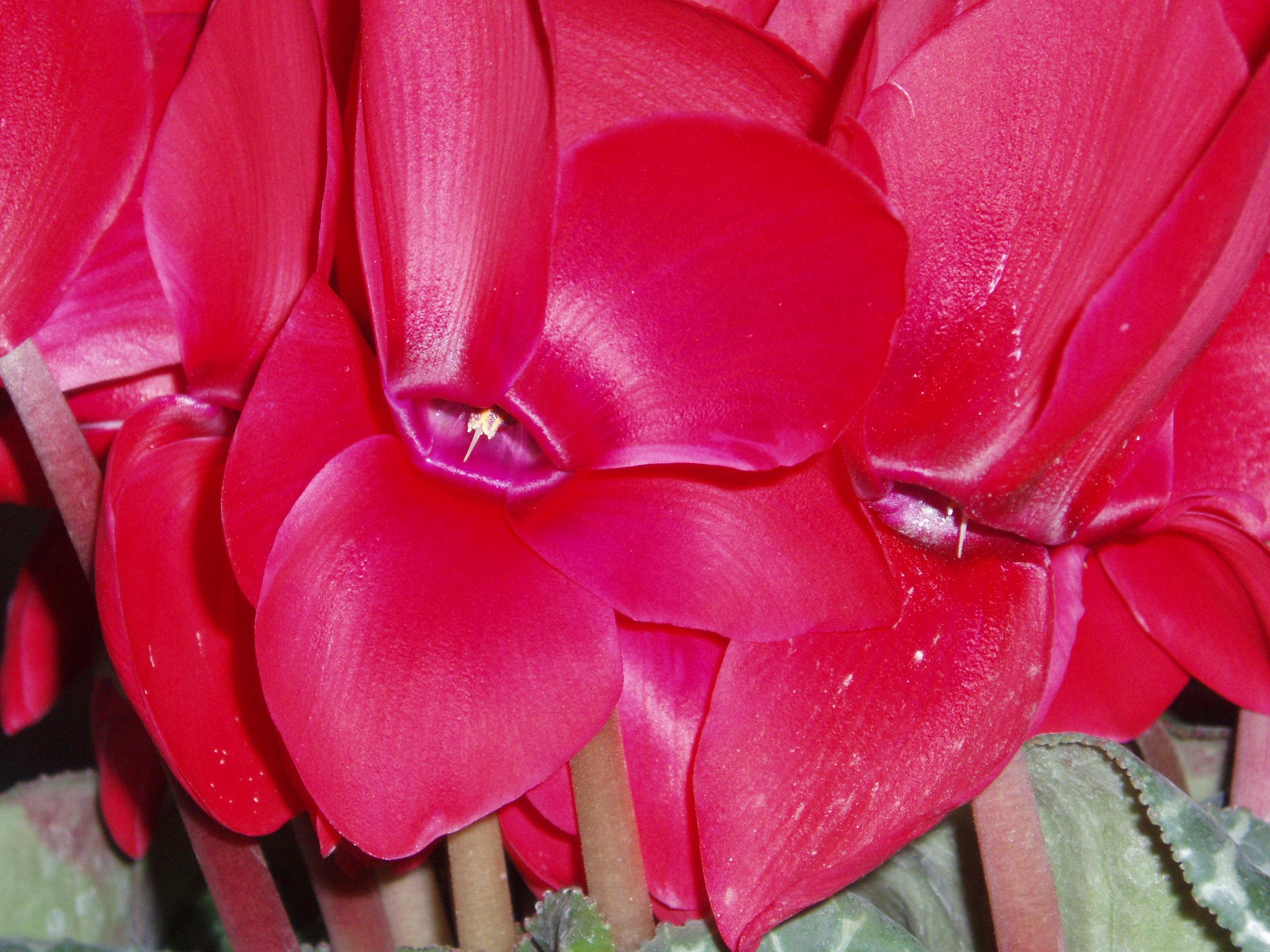
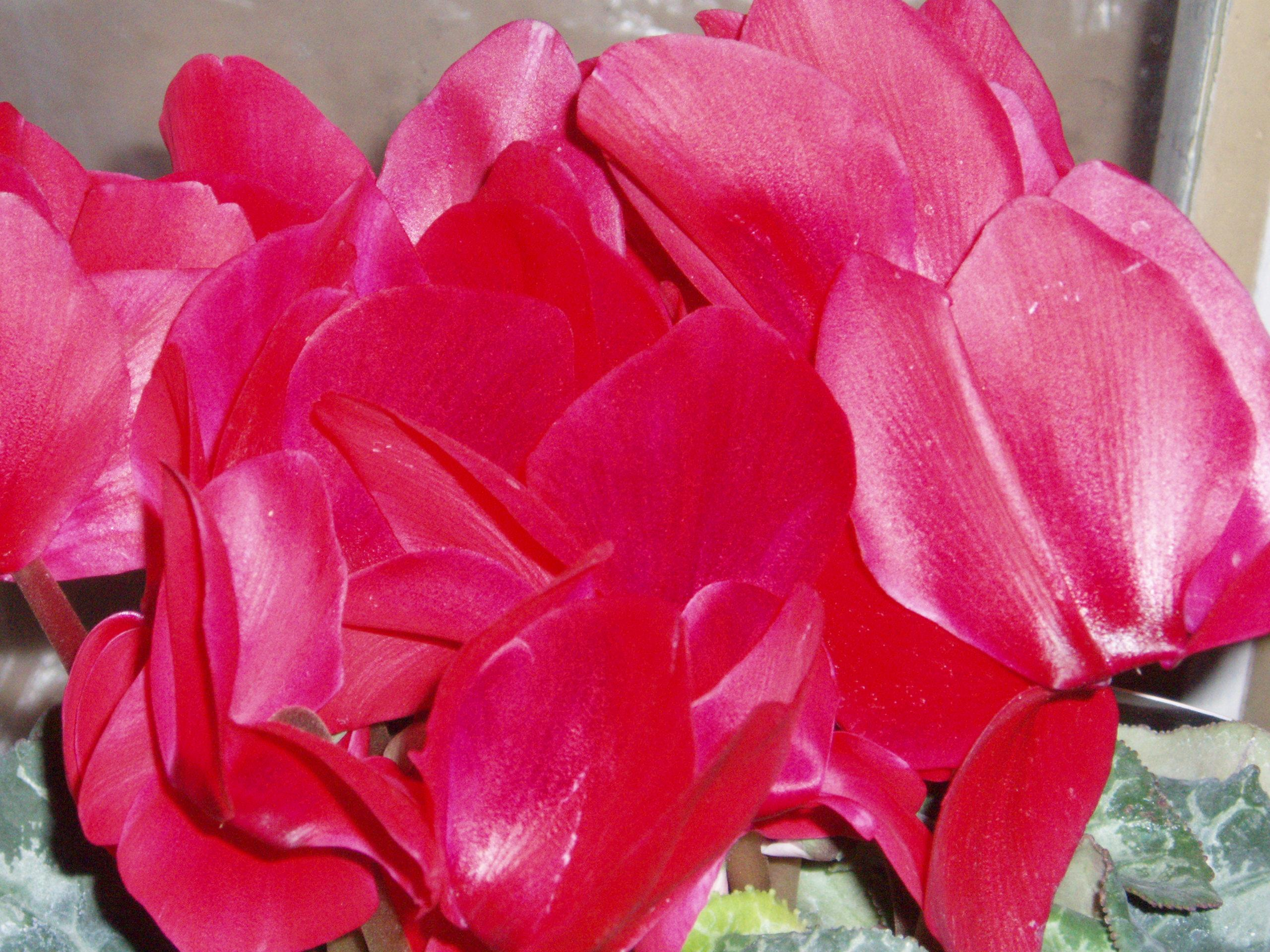
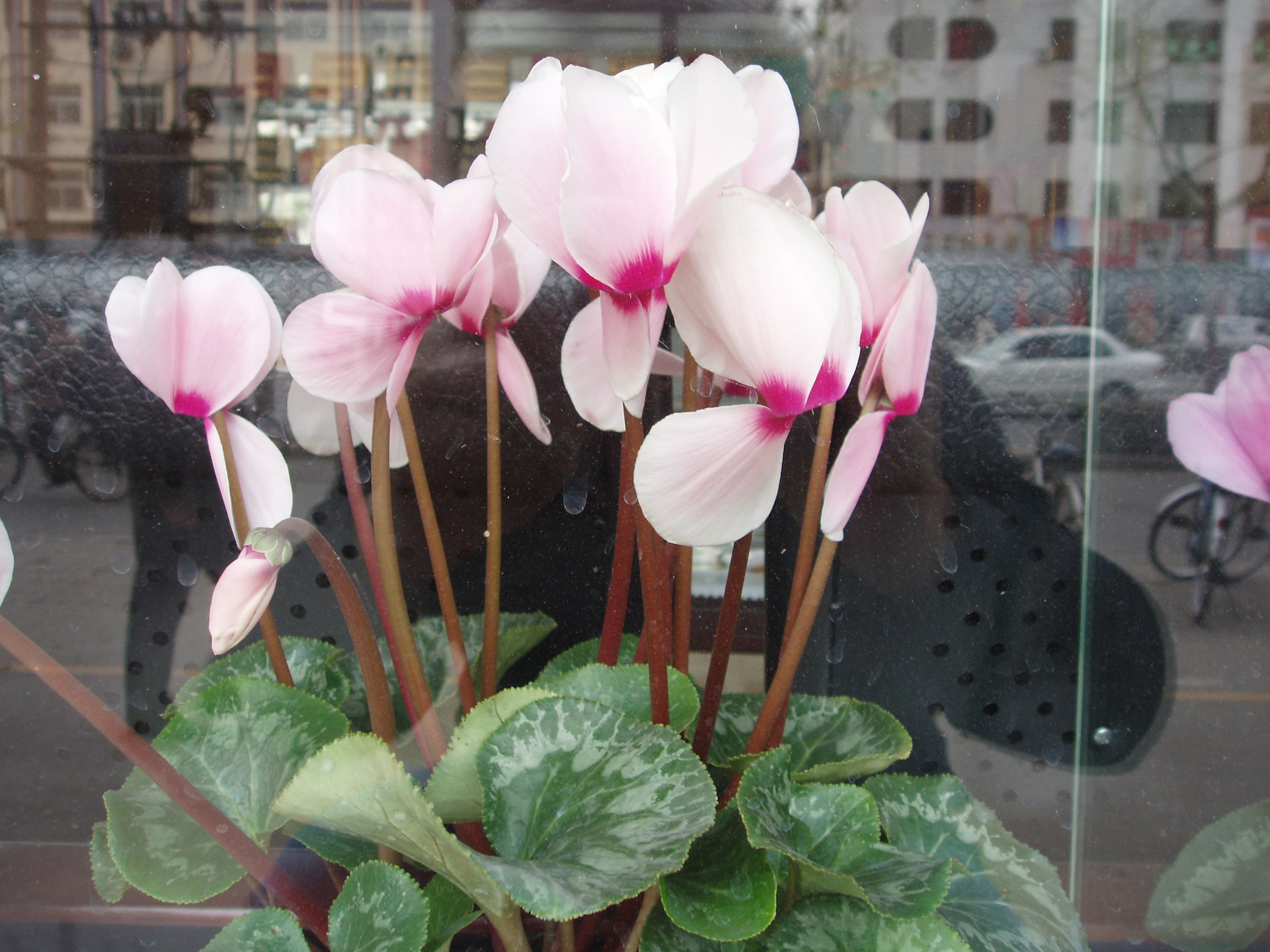
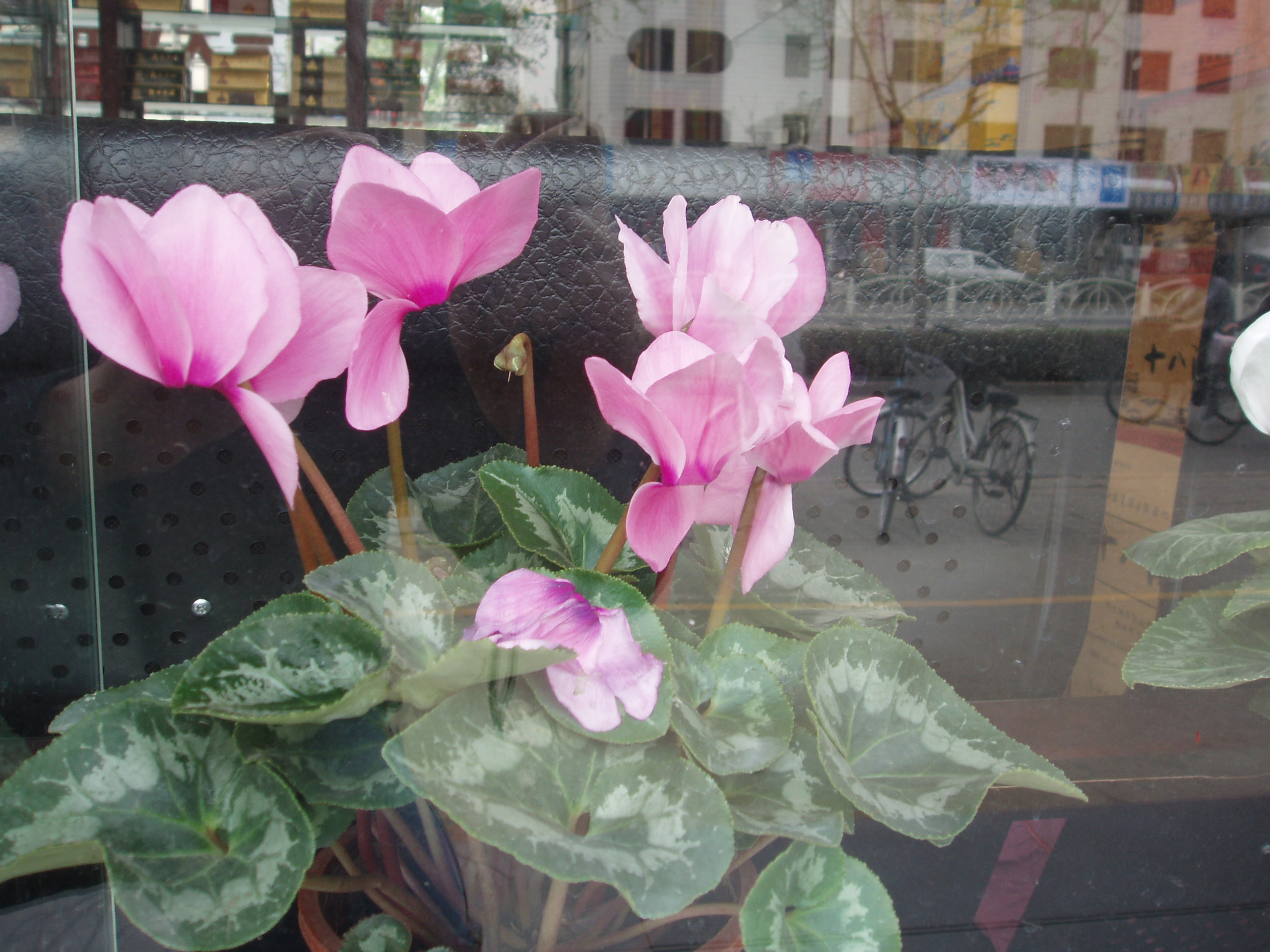
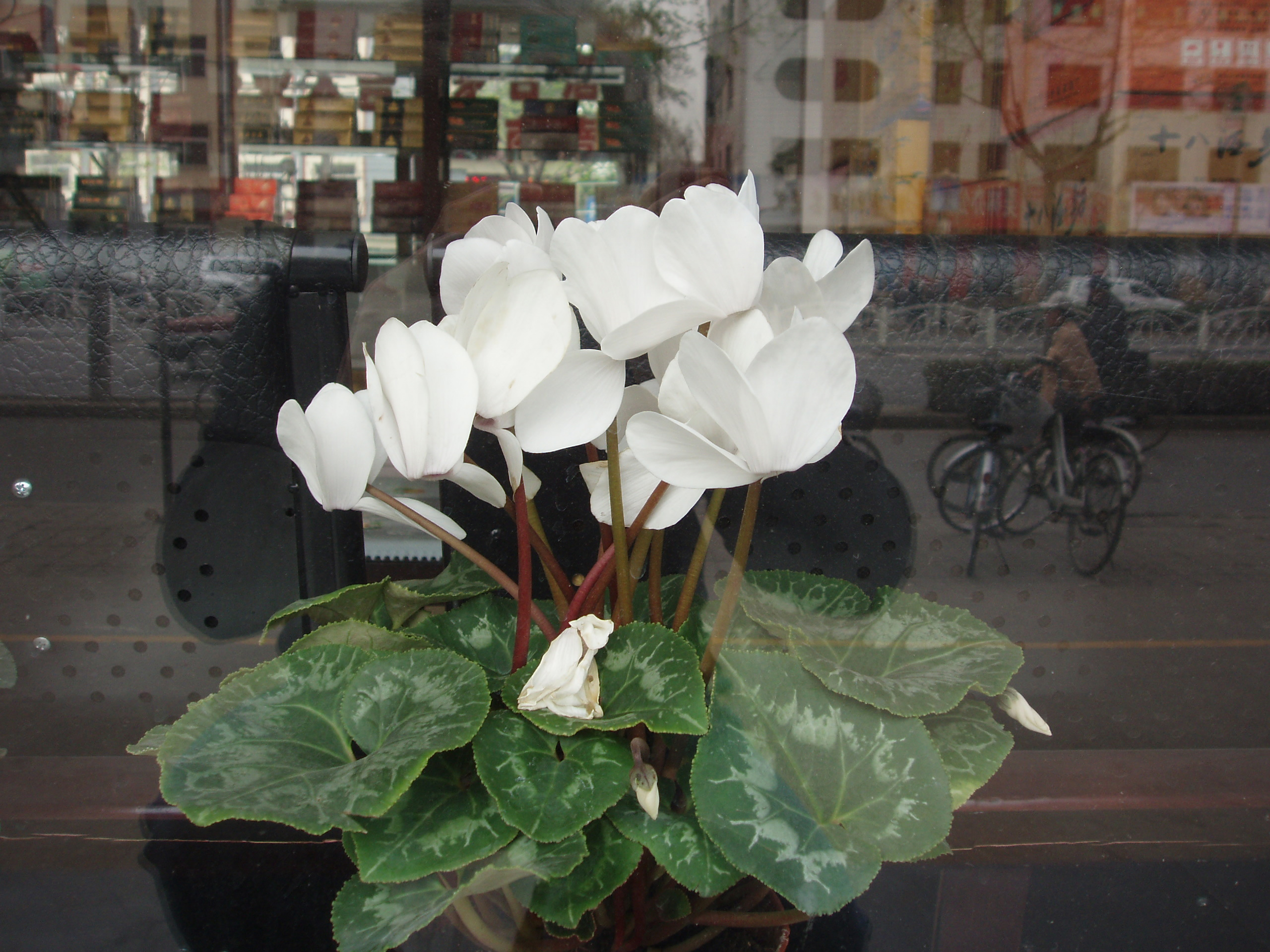
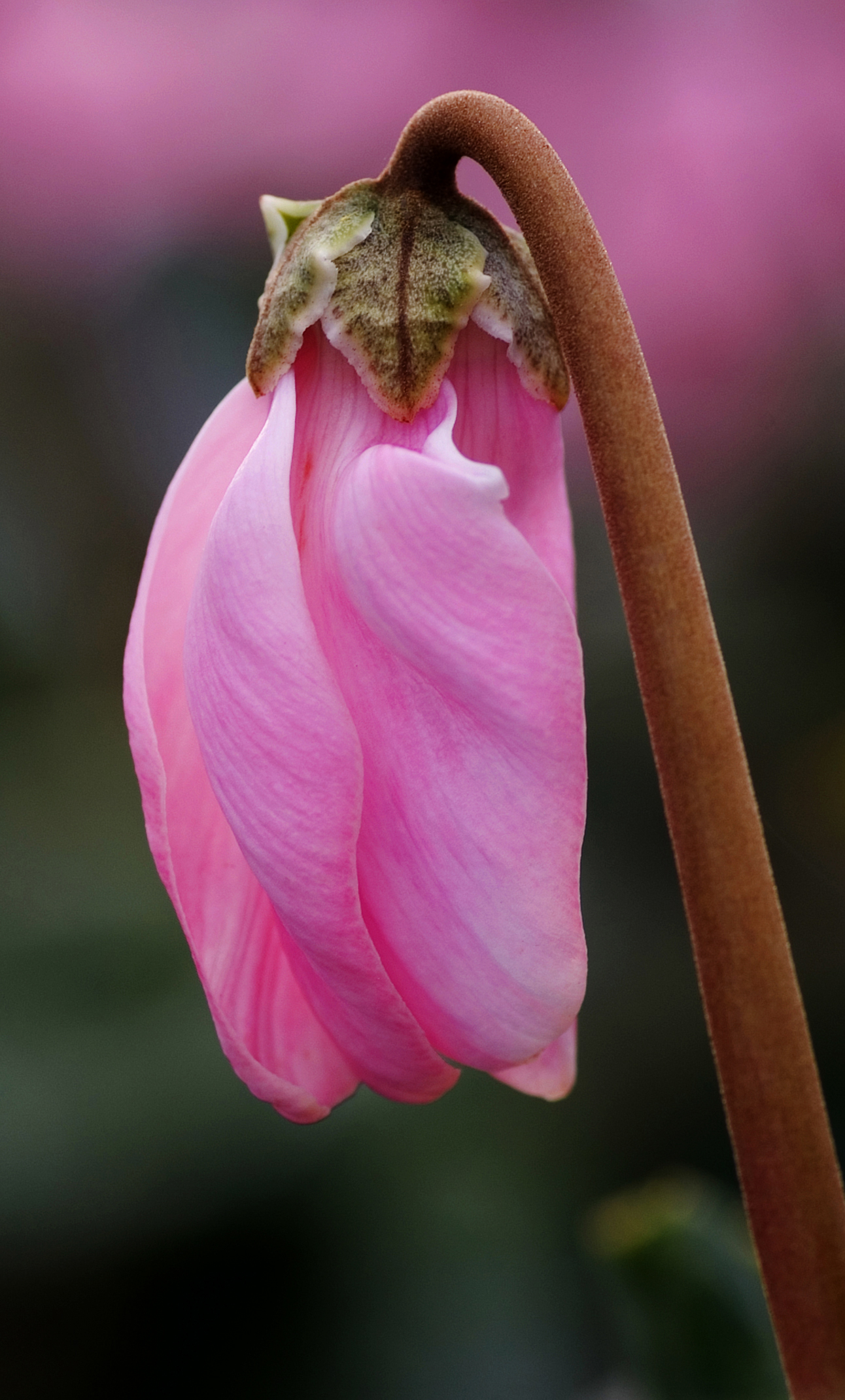

- Miniatur-Rasse Beck

## Belege
1. ↑  Armin Jagel, Marcus Lubienski: Cyclamen persicum - Zimmer-Alpenveilchen (Primulaceae) und andere Alpenveilchen im Garten. Jahrbuch des Bochumer Botanischen Vereins. Bd. 9, 2018, S. 195–206 (PDF 7 MB)
2. 1 2 3 4  Christopher Grey-Wilson: Cyclamen: a guide for gardeners, horticulturists and botanists. BT Batsford, London 2002, ISBN 0-7134-8760-7.
3. ↑  Universität Ulm: Morphologie der Achse (Memento des Originals vom 4. März 2016 im Internet Archive)  Info: Der Archivlink wurde automatisch eingesetzt und noch nicht geprüft. Bitte prüfe Original- und Archivlink gemäß Anleitung und entferne dann diesen Hinweis., aufgerufen am 13. März 2012.
4. 1 2 3  Michael Hickey, Clive King: Common families of flowering plants, the press syndicate of the University of Cambridge 2003, Seiten 72 f. ISBN 0-521 57281-9
5. 1 2 3 4  Eckehart J. Jäger, Friedrich Ebel, Peter Hanelt, Gerd K. Müller (Hrsg.): Exkursionsflora von Deutschland. Begründet von Werner Rothmaler. Band 5: Krautige Zier- und Nutzpflanzen. Springer, Spektrum Akademischer Verlag, Berlin/Heidelberg 2008, ISBN 978-3-8274-0918-8, S. 282–283.
6. ↑  Philip Miller: The Gardeners Dictionary. 8. Auflage. John and Francis Rivington u. a., London 1768, S. CYC–CYC, online.
7. ↑  Cyclamen persicum Mill., aufgerufen am 25. Februar 2012 in United States Department of Agriculture Agricultural Research Service, Beltsville Area Germplasm Resources Information Network (GRIN)
8. ↑   Cyclamen persicum Distribution & Habitat (Memento vom 28. März 2010 im Internet Archive)
9. ↑  Botanischer Garten der Johannes Gutenberg-Universität in Mainz: Alpenveilchen-Cyclamen persicum Mill (Memento des Originals vom 27. Februar 2016 im Internet Archive)  Info: Der Archivlink wurde automatisch eingesetzt und noch nicht geprüft. Bitte prüfe Original- und Archivlink gemäß Anleitung und entferne dann diesen Hinweis., aufgerufen am 8. April 2012